# Der Schatten (Fernsehserie)
Der Schatten ist eine deutsche Fernsehserie mit Deleila Piasko, Andreas Pietschmann, Luisa-Céline Gaffron und Christoph Luser, die unter der Regie von Nina Vukovic entstand. Das Drehbuch von Stefanie Veith basiert auf dem gleichnamigen Roman von Melanie Raabe. In der ZDF Mediathek wurde die Serie am 2. Juni 2023 veröffentlicht, die Erstausstrahlung auf ZDFneo erfolgte am 25. Juni 2023. Im ZDF wurde die Serie ab dem 17. August 2023 erstmals gezeigt.

## Handlung
Norah Richter ist eine Berliner Journalistin Anfang 30 mit starkem Gerechtigkeitssinn, die in Wien einen Neuanfang versuchen möchte. Dort angekommen prophezeit ihr die Bettlerin Dorothea Lechner, dass sie in sechs Wochen am 13. August am Wiener Prater einen Mann namens Arthur Grimm töten werde. Norah schenkt der Bettlerin keinen Glauben, nicht zuletzt weil ihr der Mann unbekannt ist und sie nicht an eine Vorsehung glaubt.
Allerdings geschehen bald merkwürdige Dinge, Norah fragt sich, ob sie jemand manipulieren möchte, und wird zunehmend verunsichert. Sie beginnt mit Nachforschungen zur Person Arthur Grimm und findet heraus, dass Grimm Norahs verstorbene Jugendfreundin Valerie gekannt haben dürfte. Valeries Tod hat Norah traumatisiert, Valerie war am 13. August vor dreizehn Jahren gestorben. Nachdem sich Norah auf die Suche nach Dorothea Lechner gemacht hat, findet sie diese tot im Kanal auf.
Parallel dazu muss sich die Journalistin in ihrem neuen Job behaupten, für den sie ein Porträt über den todkranken Performancekünstler Wolfgang Balder schreiben soll, der an Bauchspeicheldrüsenkrebs leidet. Zunächst verabscheut sie dessen Sadismus und Narzissmus und sein Verständnis von Kunstfreiheit, bald wird er aber zu einem Vertrauten. Norah wird zunehmend isoliert und paranoid und stellt sich die Frage, ob sie tatsächlich in der Lage wäre, zur Waffe zu greifen.
Die Serie thematisiert und stellt Gaslighting dar, über die einzelnen Episoden hinweg wird Norah Richter, gespielt von Deleila Piasko, zunehmend manipuliert, desorientiert und in Wahnvorstellungen getrieben. In der letzten Episode gelingt es ihr, die perfide Kabale zu enttarnen und Wolfgang Balder als deren Urheber bloßzustellen.

## Produktion und Hintergrund
Die Dreharbeiten fanden vom 12. Juli bis zum 22. September 2022 in Wien und Prag statt. Produziert wurde die Serie von der deutschen Keshet Tresor Fiction (Produzenten Tina Hechinger, Christina Christ und Axel Kühn), die Serviceproduktion in Tschechien übernahm Film Kolektiv (Service Producer Pavel Berčík).
Die Kamera führte Pascal Schmit, die Musik schrieb Dominik Giesriegl, die Montage verantworteten Florian Duffe, Silke Botsch und Martin Wunschick und das Casting Stefany Pohlmann und Inga Helfrich. Für das Szenenbild zeichnete Irena Hradecká verantwortlich, für das Kostümbild Petra Krčková und für den Ton Pavel Jan.
2024 wurden die Rechte für die Serie für die USA und Großbritannien an Global Series Network (GSN) verkauft. GSN betreibt den Video-on-Demand-Dienst Walter Presents.

## Episodenliste
| Nr. (ges.) | Nr. (St.) | Originaltitel            | Erstveröffentlichung Deutschland |
| ---------- | --------- | ------------------------ | -------------------------------- |
| 1          | 1         | Die Prophezeiung         | 2. Juni 2023                     |
| 2          | 2         | Wunderland               | 2. Juni 2023                     |
| 3          | 3         | Forever                  | 2. Juni 2023                     |
| 4          | 4         | Schuld                   | 2. Juni 2023                     |
| 5          | 5         | Chaos                    | 2. Juni 2023                     |
| 6          | 6         | Nichts ist jemals sicher | 2. Juni 2023                     |

## Rezeption
Tilmann P. Gangloff bewertete die Serie auf tittelbach.tv mit 5,5 von 6 Sternen. Die Bildgestaltung sei ebenso preiswürdig wie die Leistung von Hauptdarstellerin Deleila Piasko. Das Drehbuch von Stefanie Veith sei eine vorzügliche Adaption des Romans von Melanie Raabe und Nina Vukovics Inszenierung kongenial.
Ebenso lobte Timo Niemeier auf DWDL.de die Leistungen von Kameramann Pascal Schmit, Hauptdarstellerin Deleila Piasko, Autorin Stefanie Veith und Regisseurin Nina Vukovic. Der Schatten funktioniere als Miniserie wunderbar, die Zuschauer würden möglichst lange im Unklaren darüber gelassen, was nun eigentlich wirklich geschehen ist, Überraschungen und Wendungen gebe es bis zum Schluss. Am Ende werde die Geschichte fast schon mustergültig aufgeklärt.
Matthias Hannemann dagegen befand in der Frankfurter Allgemeinen Zeitung, dass die Verlegung der Handlung gegenüber dem Roman vom Winter in den Sommer der Serie nicht gut tue, da das Seelenfrösteln verloren gehe. Das Frösteln im Roman sei Ausdruck des seelischen Fröstelns der Hauptfigur, während das Hitze-Setting der Serie zu einer Art Fiebertraum hätte werden sollen, was aber nicht gelungen sei. Die Fernsehfassung erinnert daran, dass ein Thriller in Buchform manchmal die bessere Alternative sei. Die Verfilmung wirke weicher und wohliger als die Vorlage.
Oliver Alexander bezeichnete die Produktion auf Quotenmeter.de als „herausragende Serie mit einer starken Hauptdarstellerin, einer fesselnden Atmosphäre, ihrer eindringlichen visuellen Gestaltung und der mitreißenden Handlung“ die konsequent überzeuge.

## Auszeichnungen und Nominierungen
Seriencamp 2023
- Auszeichnung mit dem Audience Choice Award (Publikumspreis)[12][13]

Deutscher Fernsehpreis 2023
- Nominierung in der Kategorie Beste Drama-Serie[14]
- Auszeichnung in der Kategorie Beste Regie Fiktion (Nina Vukovic)
- Nominierung in der Kategorie Beste Kamera Fiktion (Pascal Schmit)

Grimme-Preis 2024
- Nominierung in der Kategorie Fiktion[15]
  - Buch: Stefanie Veith (Chefautorin), Michael Comtesse, Romanvorlage: Melanie Raabe
  - Regie: Nina Vukovic
  - Redaktion: Diana Kraus
  - Produktion: Tina Hechinger, Christina Christ, Axel Kühn

Deutscher Fernsehkrimipreis 2024
- Nominierung als beste Krimi-Serie[16]

New York Festivals TV & Film Awards 2024
- Preis in Silber in der Kategorie Entertainment Program/Crime Drama[17]